# 멜로폰

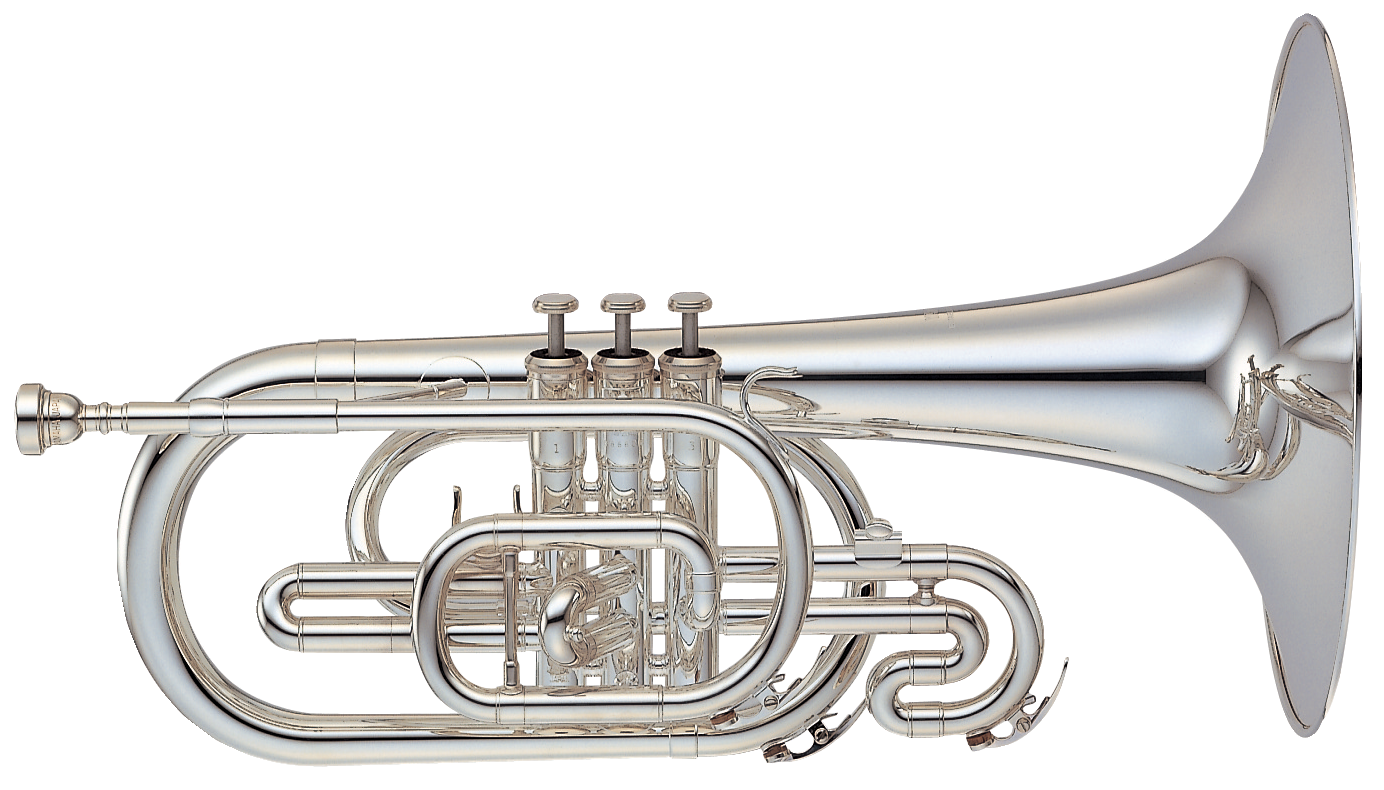
멜로폰

멜로폰(Mellophone)은 키 F나 E4K에 달린 세개의 금이 있는 황동 악기이다. 그것은 유포니움과 플루겔호른처럼 원뿔형의 구멍을 가지고 있다. 멜로폰은 행진 밴드, 드럼, 나팔단 등에서 호른을 대신해 사용하는 중간음 금관 악기로 콘서트 밴드와 오케스트라에서 호른 부품을 연주하는 데도 사용할 수 있다.